# 紫背合耳菊
紫背合耳菊（学名：Synotis pseudo-alatus）为菊科合耳菊属的植物，为中国的特有植物。分布于中国大陆的云南等地，生长于海拔2,700米的地区，见于山顶和多岩石山坡，目前尚未由人工引种栽培。

## 别名
假翅柄千里光（云南种子植物名录）

## 异名
- Senecio pseudo-alatus Cheng